# Would You Be Happier
"Would You Be Happier" é um compacto da banda The Corrs, do álbum Best of The Corrs.

## Lista de faixas
1. "Would You Be Happier"
2. "Would You Be Happier" (alternative mix)
3. "The Long and Winding Road" (Ao vivo)

## Desempenho nas paradas musicais
| Parada                                        | Melhor posição |
| --------------------------------------------- | -------------- |
| Irish Singles Chart                           | 26             |
| UK Singles Chart                              | 14             |
| ARIA Charts                                   | 47             |
| Recording Industry Association of New Zealand | 10             |
| Swiss Singles Charts                          | 61             |
| Media Control Charts                          | 81             |